# Leviellus inconveniens
Leviellus inconveniens là một loài nhện trong họ Araneidae.
Loài này thuộc chi Leviellus. Leviellus inconveniens được Octavius Pickard-Cambridge miêu tả năm 1872.